# Błąd bezwzględny
Błąd bezwzględny – różnica pomiędzy wartością zmierzoną {\displaystyle x} a wartością rzeczywistą {\displaystyle x_{0}}
{\displaystyle \Delta x=x-x_{0},}
przy czym wartość rzeczywista zwykle nie jest znana. Może być ona określona w sposób przybliżony, na przykład jako wynik teoretycznych obliczeń, średnia arytmetyczna z dużej liczby pomiarów, założony parametr w procesie technologicznym albo wynik pomiaru przyrządem o znacznie większej dokładności.
Pomiar zawsze obarczony jest błędem pomiarowym, ponieważ dokonywany jest za pomocą przyrządu pomiarowego (np. woltomierza, amperomierza, suwmiarki) o skończonej dokładności.
Wartość błędu może zostać również obliczona według podanej klasy miernika analogowego. Błąd bezwzględny pomiaru oblicza się wówczas z wykorzystaniem wzoru:
{\displaystyle \Delta x={\frac {kl\cdot Z}{100}},}
gdzie:
{\displaystyle kl} – klasa,
{\displaystyle Z} – zakres.
Oznacza to, że w każdym punkcie podziałki danego miernika może wystąpić błąd mieszczący się w granicach wartości mierzonej
{\displaystyle \langle x-\Delta x,x+\Delta x\rangle .}
Jeżeli przyrząd pomiarowy wyposażony jest w podziałkę i nie jest podana klasa przyrządu (np. linijka, kątomierz, mechaniczna waga szalkowa, mechaniczny stoper), niepewność pojedynczego pomiaru nie może być mniejsza od wartości wyznaczonej przez najmniejszą odległość między działkami podziałki.

## W błędach systematycznych
W przypadku błędu systematycznego, jeżeli jego wartość jest przewidywalna i znana (na przykład wynika ze znanej zmiany temperatury), wartość błędu bezwzględnego ze zmienionym znakiem jest nazywana „poprawką”. Po dodaniu poprawki do wyniku pomiaru {\displaystyle x} otrzymuje się wartość skorygowaną o błąd systematyczny. Poprawka może mieć wartość ujemną lub dodatnią, w zależności od czynnika wpływającego na zmianę wartości pomiaru.

## W błędach losowych
W przypadku błędów losowych, inaczej niż w błędach systematycznych, nie jest istotne, czy odchylenie wyniku pomiaru od wartości oczekiwanej nastąpiło w górę, czy w dół, dlatego rozpatruje się moduł błędu bezwzględnego:
{\displaystyle |\Delta x|=|x-x_{0}|.}